# Eustomias bulbornatus
Eustomias bulbornatus es una especie de pez de la familia Stomiidae en el orden de los Stomiiformes.

## Morfología
• Los machos pueden llegar alcanzar los 16 cm de longitud total.

## Hábitat
Es un pez de mar y de aguas profundas que vive hasta 1.500 m de profundidad.

## Distribución geográfica
Se encuentra en el sur y el oeste del Cabo de Buena Esperanza (Sudáfrica) y desde el África Oriental hasta las Islas de la Sociedad, las Islas Marquesas, el sur del Japón.